# Quintus Pomponius Secundus
Quintus Pomponius Secundus war ein römischer Politiker und Senator.

## Leben
Pomponius stammte aus einer plebejischen Familie, vielleicht aus Iguvium in Umbrien. Er nahm im Jahr 31 seinen Bruder Publius in häusliches Gewahrsam, als er im Zuge der Affäre Sejans angeklagt wurde. Den Ankläger brachte Pomponius im Jahr 33 vor Gericht.
Im Jahr 41 wurde Pomponius, anstelle des Kaisers Caligula, Suffektkonsul. Nach dem Tod Caligulas wollte Pomponius zusammen mit seinem Kollegen Gnaeus Sentius Saturninus die Republik wiederherstellen, aber die Prätorianer riefen Claudius zum neuen Kaiser aus. Pomponius wurde aber bis zum 1. Juli im Amt belassen. Von Publius Suillius angeklagt, floh er zu dem revoltierenden Statthalter von Dalmatien Lucius Arruntius Camillus Scribonianus. Nach dem Zusammenbruch des Aufstands dürfte auch Pomponius den Tod gefunden haben.
Cassius Dio berichtet, dass Pomponius ein niedriger Schmeichler war, der den Ausschweifungen Caligulas und seiner Schaulust immer wieder neue Gegenstände zuzuführen bemüht war. Während eines Schauspiels im kaiserlichen Palast saß dieser Konsul zu den Füßen des Kaisers und bedeckte sie von Zeit zu Zeit mit seinen Küssen.